# Discografia de Negra Li
A discografia de Negra Li compreende três álbuns de estúdio, uma trilha sonora, uma coletânea e um extended play (EP). Em 2004 Negra Li lançou seu primeiro álbum, Guerreiro, Guerreira, vendendo em torno de 50 mil cópias, de onde foram retirados os singles "O Rap não Tem pra Ninguém", com participação do cantor Marcelo D2, "Guerreiro, Guerreira" e "Exército do Rap", o maior sucesso do álbum.
Em 2006 a cantora passa a integrar o seriado Antônia, unindo-se ao grupo com mesmo nome e lançado uma trilha sonora para a série, o hormônio Antônia, que vendeu em torno de 60 mil cópias. Em 2007 Negra Li lançou seu segundo álbum, Negra Livre, reformulando à carreira para um estilo moderno de sonoridade e figurino, que vendendo em torno de 200 mil cópias, sendo certificado disco de platina. Em 2012 lança o terceiro disco, Tudo de Novo, que atingiu 25 mil cópias.

## Albuns

### Álbuns de estúdio
| Álbum                             | Detalhes                                                                                        | Vendas      |
| --------------------------------- | ----------------------------------------------------------------------------------------------- | ----------- |
| Guerreiro, Guerreira (com Helião) | - Lançamento: 17 de janeiro de 2005 - Formatos: CD - Gravadora: Universal                       | - : 50.000  |
| Negra Livre                       | - Lançamento: 29 de setembro de 2006 - Formatos: CD, download digital - Gravadora: Universal    | - : 200.000 |
| Tudo de Novo                      | - Lançamento: 26 de junho de 2012 - Formatos: CD, download digital - Gravadora: Universal       | - : 25.000  |
| Raízes                            | - Lançamento: 23 de novembro de 2018 - Formatos: CD, download digital - Gravadora: White Monkey |             |
| O Silêncio que Grita              | - Lançamento: 30 de maio de 2025 - Formatos: download digital - Gravadora: Yalla Records        |             |

### Trilhas sonoras
| Álbum   | Detalhes                                                                   |
| ------- | -------------------------------------------------------------------------- |
| Antônia | - Lançamento: 17 de novembro de 2006 - Formatos: CD - Gravadora: Som Livre |

### Coletâneas
| Álbum                           | Detalhes                                                                                  |
| ------------------------------- | ----------------------------------------------------------------------------------------- |
| Você Vai Estar na Minha: Duetos | - Lançamento: 29 de julho de 2014 - Formatos: CD, download digital - Gravadora: Universal |

### Extended plays(EPs)
| Álbum                                            | Detalhes                                                                                        |
| ------------------------------------------------ | ----------------------------------------------------------------------------------------------- |
| Estúdio Coca-Cola - Pitty e Negra Li (com Pitty) | - Lançamento: 5 de maio de 2007 - Formatos: Download digital - Gravadora: The Coca-Cola Company |

## Singles

### Como artista principal
| Título                                                 | Ano  | Álbum                         |
| ------------------------------------------------------ | ---- | ----------------------------- |
| "Guerreiro, Guerreira" (com Helião)                    | 2005 | Guerreiro, Guerreira          |
| "Exército do Rap" (com Helião)                         | 2005 | Guerreiro, Guerreira          |
| "O Rap não Tem pra Ninguém" (com Helião e Marcelo D2)  | 2005 | Guerreiro, Guerreira          |
| "Você Vai Estar na Minha"                              | 2006 | Negra Livre                   |
| "Antônia" (com Leilah Moreno, Quelynah e Cindy Mendes) | 2006 | Antônia                       |
| "Flow" (com Leilah Moreno, Quelynah e Cindy Mendes)    | 2007 | Antônia                       |
| "Ninguém Pode me Impedir"                              | 2007 | Negra Livre                   |
| "Meus Telefonemas" (part. Caetano Veloso)              | 2007 | Negra Livre                   |
| "Tudo de Novo"                                         | 2012 | Tudo de Novo                  |
| "Vai Passar"                                           | 2012 | Tudo de Novo                  |
| "Volta pra Casa"                                       | 2014 | Tudo de Novo                  |
| "Malandro Chora"                                       | 2018 | Raízes                        |
| "Raízes" (part. Rael)                                  | 2018 | Raízes                        |
| "Mina"                                                 | 2019 | Raízes                        |
| "Brasilândia"                                          | 2019 | Não adicionado à nenhum álbum |
| "Comando"                                              | 2021 | Não adicionado à nenhum álbum |
| "Preciso Ir" (part. Ferrugem)                          | 2021 | Não adicionado à nenhum álbum |
| "Era Uma Vez Liliane"                                  | 2022 | Não adicionado à nenhum álbum |
| "Malagueta" (part. Rincon Sapiência)                   | 2022 | Não adicionado à nenhum álbum |
| "Vai Dar Certo"                                        | 2023 | Vai na Fé                     |
| "Black Money"                                          | 2024 | O Silêncio que Grita          |
| "Fake"                                                 | 2025 | O Silêncio que Grita          |

### Como artista convidada
| Ano  | Título                                                     | Álbum                           |
| ---- | ---------------------------------------------------------- | ------------------------------- |
| 2000 | "Não é Sério" (Charlie Brown Jr. part. Negra Li)           | Nadando com os Tubarões         |
| 2004 | "A Noiva do Thock" (Visão de Rua part. Negra Li)           | A Noiva do Thock                |
| 2006 | "Deixa Rolar" (Gabriel o Pensador part. Negra Li)          | Cavaleiro Andante               |
| 2008 | "1 Minuto" (D'Black part. Negra Li)                        | Sem Ar                          |
| 2008 | "Não Dá Mais Sem Você" (Belo part. Negra Li)               | Pra Ver o Sol Brilhar - Ao Vivo |
| 2008 | "Ainda Gosto Dela" (Skank part. Negra Li)                  | Estandarte                      |
| 2009 | "Beautiful" (Akon part. Negra Li)                          | Freedom                         |
| 2015 | "O Homem Que Não Tinha Nada" (Projota part. Negra Li)      | Foco, Força e Fé                |
| 2016 | "Sunshine" (Junior Dread part. Negra Li)                   | Não adicionado à nenhum álbum   |
| 2016 | "Lentes" (Supercombo part. Negra Li)                       | Rogério                         |
| 2018 | "Se Joga" (Lary part. Negra Li)                            | Não adicionado à nenhum álbum   |
| 2018 | "Viajantes" (Adonai part. Negra Li)                        | Não adicionado à nenhum álbum   |
| 2018 | "Já Sei Namorar" (KEFI part. Negra Li)                     | Não adicionado à nenhum álbum   |
| 2018 | "Favela Vive 3" (com ADL, Choice, Djonga e Menor do Chapa) | Não adicionado à nenhum álbum   |
| 2019 | "Céu Azul" (com Poesia Acústica #7)                        | Não adicionado à nenhum álbum   |
| 2019 | "Uma Dança (Ao Vivo)" (Gaab part. Negra Li)                | Positividade                    |
| 2022 | "Tato & Sutileza" (MD Chefe part. Negra Li)                | 22K Minitape                    |
| 2023 | "A Voz da Resistência" (WD part. Negra Li)                 | Não adicionado à nenhum álbum   |

### Singlespromocionais
| Título | Ano  | Álbum                         |
| ------ | ---- | ----------------------------- |
| "Mães" | 2017 | Não adicionado à nenhum álbum |

## Outras aparições
| Canção                            | Ano  | Outro(s) artista(s)            | Álbum                                  |
| --------------------------------- | ---- | ------------------------------ | -------------------------------------- |
| "Minha Família"                   | 2003 | DBS & A Quadrilha e Dina Di    | O Clã da Vila                          |
| "Rap É Compromisso!"              | 2000 | Sabotage                       | Rap É Compromisso!                     |
| "No Brooklin"                     | 2000 | Sabotage                       | Rap É Compromisso!                     |
| "Corinthians"                     | 2004 | Paula Lima, Rappin' Hood e Xis | Dos Hinos Placar                       |
| "Representa"                      | 2004 | C4bal e Helião                 | PROva Cabal                            |
| "Garota de Ipanema"               | 2006 | —                              | Casa da Bossa - Homenagem a Tom Jobim  |
| "Compaixão"                       | 2006 | —                              | Antônia                                |
| "Aumente o Som"                   | 2006 | Leilah Moreno e Cynthia Mendes | VIP                                    |
| "Aqui Neste Lugar"                | 2006 | Sérgio Britto                  | Sp 55                                  |
| "Vai Lá"                          | 2006 | SP Funk                        | Tá pra Nóiz                            |
| "Negra Livre"                     | 2007 | Nando Reis                     | Luau MTV - Nando Reis e Os Infernais   |
| "O Amor da Gente"                 | 2007 | Martinho da Vila               | Martinho da Vila, do Brasil e do Mundo |
| "O Mundo é um Moinho"             | 2007 | Jeito Moleque                  | O Som do Bem                           |
| "Minha"                           | 2007 | Jeito Moleque                  | O Som do Bem                           |
| "Jura"                            | 2007 | Walter Alfaiate                | Cidade do Samba                        |
| "Não Dá Mais Sem Você"            | 2008 | Belo                           | Pra Ver o Sol Brilhar: Ao Vivo         |
| "Sou Fiel"                        | 2009 | —                              | Fiel - O Filme                         |
| "O Destino 0.2"                   | 2011 | NX Zero                        | Projeto Paralelo                       |
| "Guerreiras"                      | 2013 | Girls                          | Girls                                  |
| "Não Vá"                          | 2013 | Michael Sullivan               | Mais Forte Que o Tempo                 |
| "O Ar que Respiro"                | 2015 | Dienis                         | Dienis                                 |
| "Percepção"                       | 2016 | Leandro Lehart                 | Sambadélik                             |
| "Nem Maior nem Melhor (Tenha Fé)" | 2016 | MC Guimê                       | Sou Filho da Lua                       |
| "Canão Foi Tão Bom"               | 2016 | Sabotage                       | Sabotage                               |
| "O Homem Que Não Tinha Nada"      |      | Projota                        | Foco, Força e Fé                       |
| "Tato & Sutileza"                 | 2022 | MD Chefe                       | 22K Minitape                           |

## Ligações Externas
- «Página oficial»
- «Perfil oficial no Myspace»

1. ↑  O projeto Poesia Acústica #7 é formado por Negra Li, Pineapple StormTV, Vitão, MC Hariel, Ducon, MC Kevin o Chris, Chris MC, Matuê, Dk 47 e Salve Malak.